# Miramar (Havana)
Miramar é um bairro no centro de Havana, capital de Cuba. Diversas embaixadas se encontram no local, em particular na Quinta Avenida.

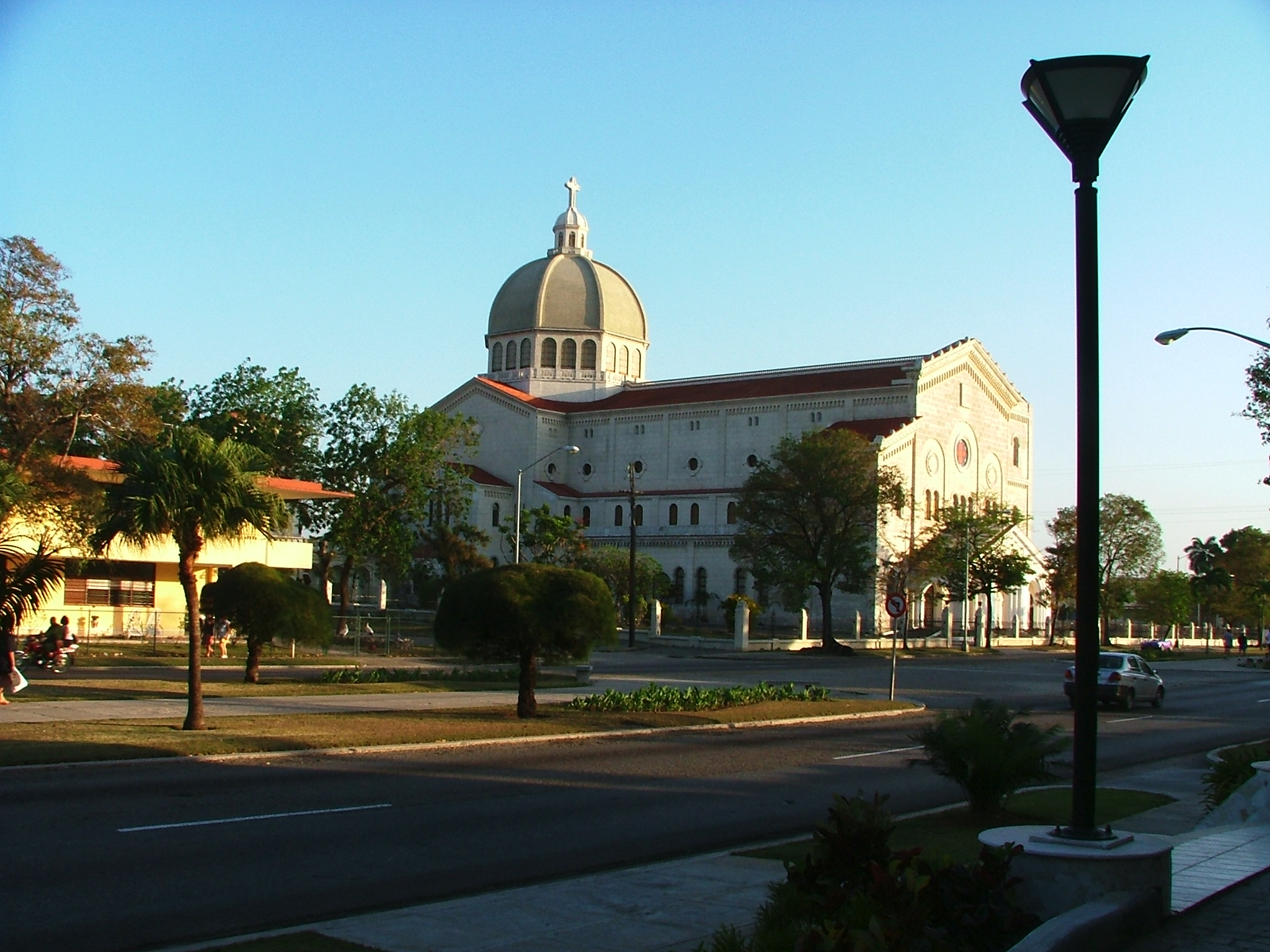
A igreja"Jesus de Miramar" na Quinta Avenida, em Miramar.